# 1975年の自転車競技
1975年の自転車競技についてまとめる。

## 主なできごと
- 阿部良二、世界選手権・プロスクラッチ（ベルギー、リエージュ）で3位に入る。競輪選手として初めて同大会において銅メダルを獲得。
- エディ・メルクス、ツール・ド・フランス第14ステージにおいて、沿道にいた、とある観客からボディブローを受ける。
- ロジェ・デ・フラミンク、ティレーノ〜アドリアティコ総合4連覇。
- ツール・ド・フランスの最終ステージがシャンゼリゼ通りに設けられる。
- ジュニア世界選手権自転車競技大会が開始される。
- 高橋健二、5月に行われた高松競輪開設記念決勝で落車し、全身打撲で一時重体となる。
- 中野浩一、デビュー戦1着（5月3日、久留米競輪場）。

## 主な成績

### ロードレース
- ブエルタ・ア・エスパーニャ：4月22日〜5月11日
  - 総合優勝：アグスティン・タマメス（ スペイン、スーパー・セル） 88時間00分56秒
  - ポイント賞：ミゲル・マリア・ラサ（ スペイン）
  - 山岳賞：アンドレアス・オリバ（ スペイン）
- ジロ・デ・イタリア：5月17日〜6月7日
  - 総合優勝：ファウスト・ベルトリオ（ イタリア、ジョッリチェラミカ） 111時間31分24秒
  - ポイント賞：ロジェ・デ・フラミンク（ ベルギー）
  - 山岳賞：アンドレアス・オリバ（ スペイン）
- ツール・ド・フランス：6月26日〜7月20日
  - 総合優勝：ベルナール・テヴネ（ フランス、プジョー） 114時間35分31秒
  - ポイント賞：リック・ファン・リンデン（ ベルギー）
  - 山岳賞：ルシアン・ファン・インプ（ ベルギー）
- 世界選手権・プロロードレース：8月27日、 ベルギー・メテ〜イヴォワール
  - 優勝：ハニー・クイパー（ オランダ） 6時間39分19秒
- ミラノ〜サンレモ：3月19日
  - 優勝：エディ・メルクス（ ベルギー）
- ロンド・ファン・フラーンデレン：4月6日
  - 優勝：エディ・メルクス（ ベルギー）
- パリ〜ルーベ：4月13日
  - 優勝：ロジェ・デ・フラミンク（ ベルギー）
- リエージュ〜バストーニュ〜リエージュ：4月20日
  - 優勝：エディ・メルクス（ ベルギー）
- ジロ・ディ・ロンバルディア：10月11日
  - 優勝：フランチェスコ・モゼール（ イタリア）
- スーパープレスティージュ
  - 優勝：エディ・メルクス（ ベルギー）

### トラックレース

#### 競輪
- 日本選手権競輪：決勝日・3月25日 千葉競輪場
  - 優勝：高橋健二（愛知）
- 高松宮杯競輪：決勝日・7月1日 大津びわこ競輪場
  - 優勝：藤巻清志（神奈川）
- オールスター競輪：決勝日・9月30日 前橋競輪場
  - 優勝：加藤善行（岩手）
- 競輪祭：競輪王戦決勝日・12月1日、新人王戦決勝日・11月24日 小倉競輪場
  - 全日本競輪王戦優勝：桜井久昭（東京）
  - 全日本新人王戦優勝：岩崎誠一（青森）
- 賞金王：福島正幸（群馬） - 39,613,900円

### シクロクロス
- 世界選手権自転車競技大会： スイス・メルシュノー
  - プロ優勝：ロジェ・デ・フラミンク（ ベルギー）

## 誕生
- 1月6日 - 羽石国臣 ( 日本、競輪選手)
- 1月15日 - クリスティアーネ・ゼーダー ( ドイツ→ オーストリア、女子ロードレース選手)
- 1月28日 - ジュリアン・ディーン ( ニュージーランド、ロードレース選手)
- 1月31日 - ワルテル・フェルナンド・ペレス ( アルゼンチン、トラックレース選手)
- 2月14日 - 手島慶介 ( 日本、競輪選手、✝2009年)
- 2月18日 - アンバー・ネーベン ( アメリカ合衆国、女子ロードレース選手)
- 2月27日 - アイトール・ゴンサレス ( スペイン、ロードレース選手)
- 3月5日 - セルゲイ・イワノフ (自転車選手) ( ソビエト連邦→ ロシア、ロードレース選手)
- 3月11日 - ダビ・カニャダ ( スペイン、ロードレース選手)
- 4月30日 - ダヴィ・モンクティエ ( フランス、ロードレース選手)
- 5月14日 - ニッキー・セレンセン ( デンマーク、ロードレース選手)
- 6月7日 - 野寺秀徳 ( 日本、ロードレース選手)
- 6月19日 - ベルト・グラプシュ ( 東ドイツ→ ドイツ、ロードレース選手)
- 6月22日 - アンドレアス・クレーデン ( 東ドイツ→ ドイツ、ロードレース選手)
- 6月29日 - 村本大輔 ( 日本、競輪選手)
- 7月28日 - 市田佳寿浩 ( 日本、競輪選手)
- 8月5日 - ジェローム・ヌヴィユ ( フランス、トラックレース選手)
- 8月28日 - ピエトロ・カウッキオーリ ( イタリア、ロードレース選手)
- 9月5日 - 金子貴志 ( 日本、競輪選手)
- 10月11日 - 太田真一 ( 日本、競輪選手)
- 10月14日 - フロイド・ランディス ( アメリカ合衆国、ロードレース選手)
- 11月10日 - 十文字貴信 ( 日本、競輪選手)
- 11月19日 - エセキエル・モスケラ ( スペイン、ロードレース選手)